# Liste der Monuments historiques in Camaret-sur-Aigues
Die Liste der Monuments historiques in Camaret-sur-Aigues führt die Monuments historiques in der französischen Gemeinde Camaret-sur-Aigues auf.

## Liste der Bauwerke
| Bezeichnung    | Beschreibung | Standort              | Kennzeichnung | Schutzstatus | Datum | Bild           |
| -------------- | ------------ | --------------------- | ------------- | ------------ | ----- | -------------- |
| Stadttor       |              | (Lage)                | PA00081991    | Inscrit      | 1927  | weitere Bilder |
| Tour sarrasine |              | rue de la Tour (Lage) | PA84000075    | Inscrit      | 2018  |                |

## Liste der Objekte
- Monuments historiques (Objekte) in Camaret-sur-Aigues in der Base Palissy des französischen Kulturministeriums (französisch)